# Samuel Cornut
Pour les articles homonymes, voir Cornut.
Œuvres principales
- Miss (1896)
- Chair et marbre (1898)
- L'Inquiet (1899)
- Le Testament de ma jeunesse (1903)
- La Trompette de Marengo (1908)

Samuel Cornut, né à Aigle le 28 juin 1861, et mort le 1er mai 1918 à Thonon-les-Bains, est un écrivain suisse d'expression française, principalement romancier.

## Biographie
Né à Aigle le 28 juin 1861, Samuel Cornut est le fils de Charles François Samuel Cornut, paysan-vigneron, et de Caroline Cloquié, son épouse, institutrice. Licencié ès lettres de l'université de Lausanne, il décide de s'installer à Paris. Il y devient l'ami d'Édouard Rod, de Philippe Monnier, et d'Henri Warnery, poète et secrétaire particulier d'Eugène Rambert.
Selon Doris Jakubec, Cornut préfigure la modernité, sa « Déclaration » (in Regards vers la montagne, 1895) est une critique de l'étroitesse et du moralisme de la littérature romande. Selon Heinrich Brenner, ce même roman (Regards vers la montagne) n'est pas un chef-d'œuvre, mais il est remarquable par sa préface où Cornut présente son programme de romancier.
Engagé dans le mouvement des universités populaires, il écrit dans beaucoup de journaux prônant l'émancipation sociale.
Son inspiration parisienne est très nette dans Miss (1897) et Chair et Marbre (1898). Son roman L'Inquiet (1898) est très proche d'une biographie.
Plusieurs de ses romans illustrent l'esprit « fin de siècle », notamment L'Inquiet et Le Testament de ma jeunesse. Il reçoit en 1909 le prix Rambert pour son roman historique, La Trompette de Marengo, paru l'année précédente.
Il est mort le 1er mai 1918 à Thonon-les-Bains.

## Publications
- Mathilde Monastier: Histoire d'une âme, C. Eggimann, 1894.
- Regards vers la montagne, 1895.
- Vallée du Rhône (Suisse) : Bek-les-Bains, ses eaux salées, ses eaux-mères, paysages et promenades, Zurich, s.d.
- Miss, Paris, Perrin, 1896.
- Chair et marbre, Paris, Perrin, 1898.
- L'Inquiet, 1899, roman biographique ; rééd. Paris, Perrin, 1900.
- General Joubert', Tucker Publishing Company, 1900.
- Le Testament de ma jeunesse, 1903, roman.
- Éditeur scientifique de Henri Warnery, Littérature et morale, essais et discours, Paris, Payot, 1904.
- La chanson de Madeline, 1906
- La Trompette de Marengo, 1908, roman historique. — Prix Rambert, 1909.
- Essais et confessions, Payot, 1910.